# Voschod 1
Voschod 1 (Восход 1) byla první pilotovaná loď z sovětského vesmírného programu Voschod, vypuštěná v roce 1964. Byla to 11. loď vypuštěná z planety Země. Označení dle katalogu COSPAR bylo 1964-065A.

## Cíle letu

Nákres lodí Voschod 1 a Voschod 2

Po předchozích letech úspěšného programu Vostok byl urychleně (z politických, prestižních důvodů) připraven konstrukční kanceláří Koroljova (předchůdce dnešní RKK Eněrgija) nový typ lodě pro vícečlennou posádku. Loď vážící 5 320 kg s typovým označením 11F63 nebyla vybavena záchranným systémem a let byl velice riskantní. Tomuto letu předcházel nepilotovaný Kosmos 47, což byla loď stejného typu.

## Průběh letu
Voschod 1 odstartoval ráno 12. října 1964 z kosmodromu Bajkonur. Celý let trvající 24 hodin byl řízen automaticky bez zásahů kosmonautů, kteří jej absolvovali bez skafandrů, v lehkých sportovních oblecích. Tito během letu pociťovali nevolnost žaludku z beztížného stavu. Přesto plnili připravený program, tj. fotografovali, pozorovali hvězdy i polární záři nad Antarktidou. Letěli ve výši 178 – 408 km nad Zemí. Lékař Jegorov se věnoval sledování svých kolegů, odebíral jim krev, měřil činnost mozku a stav organismu. Po 17 obletech Země začala loď brzdit a návratový modul s posádkou na padácích přistál ráno 13. října 1964 na území Kazachstánu, 312 km na severovýchod od Kustanaje.

## Posádka
- Vladimir Komarov, velitel letu
- Konstantin Feoktistov (vědecký pracovník)
- Boris Jegorov lékař, první let, funkce kosmonaut-výzkumník.

Všichni tři byli vyznamenáni Leninovým řádem, medailí Zlatá hvězda a byl jim udělen titul hrdiny Sovětského svazu.

### Záložní posádka
- Boris Volynov
- Georgij Katys
- Vasilij Lazarev